# Ri Yong Mu
Ri Yong Mu (kor. 리용무, ur. 25 stycznia 1925, zm. 27 stycznia 2022) – północnokoreański polityk i dowódca wojskowy, wicemarszałek Koreańskiej Armii Ludowej (차수, ch’asu), weteran wojny koreańskiej.

## Kariera
Ri Yong Mu urodził się 25 stycznia 1925 roku w mieście P’yŏngsŏng w prowincji P’yŏngan Południowy. Absolwent 2. Krajowej Akademii Politycznej (kor. 제2중앙정치학교). Uczestnik wojny koreańskiej. W latach 60. XX wieku pracował jako komisarz polityczny. Dwugwiazdkowym generałem (kor. 중장) został w czerwcu 1964 roku. Wtedy także został pierwszym wicedyrektorem Wydziału Politycznego w ówczesnym Ministerstwie Bezpieczeństwa Narodowego (kor. 민족보위성).
Zanim w sierpniu 1973 roku otrzymał awans na generała-pułkownika (kor. 상장), rozpoczął pracę w Komitecie Centralnym Partii Pracy Korei. Po raz pierwszy do KC wszedł w listopadzie 1970 roku, w wyniku postanowień 5. Kongresu PPK.
W 1977 roku pozbawiony sprawowanych urzędów, zniknął z życia publicznego. Zesłany do prowincji Ryanggang, został menedżerem jednego z tamtejszych zakładów przemysłu drzewnego. Po ośmioletniej przerwie dopiero w styczniu 1985 otrzymał wciąż mało istotne (biorąc pod uwagę jego szybki awans w strukturach władz do drugiej połowy lat 70.) stanowisko wiceprzewodniczącego PPK w prowincji Ryanggang (był tam odpowiedzialny za sprawy administracyjne). Zdaniem specjalistów degradacja było prawdopodobnie związana z faktem jego bliskich związków towarzyskich i politycznych z przeciwnikami wyznaczenia Kim Dzong Ila jako następcy Kim Ir Sena. Do łask powrócił w listopadzie 1988 jako zastępca członka KC. Osiem miesięcy później, w czerwcu 1989 roku powrócił do KC jako pełnoprawny członek tego gremium. Wtedy także został przewodniczącym Najwyższej Izby Kontroli KRLD (kor. 국가검열위원회), a od grudnia 1991 roku szefował rządowej Komisji Transportu. We wrześniu 1998 roku wszedł do Komisji Obrony Narodowej KRLD. Równolegle z tą nominacją otrzymał awans na wicemarszałka Koreańskiej Armii Ludowej (kor. 차수).
Deputowany Najwyższego Zgromadzenia Ludowego KRLD, parlamentu KRLD, sprawując mandat w V oraz począwszy od IX kadencji (tj. nieprzerwanie od kwietnia 1990 roku, a wcześniej także od grudnia 1972 do listopada 1977 roku).
Podczas 3. Konferencji Partii Pracy Korei 28 września 2010 roku został mianowany członkiem Biura Politycznego KC PPK, a także po raz trzeci wszedł do samego KC (po raz pierwszy w listopadzie 1970; po kolejnym Kongresie PPK w październiku 1980 i utworzeniu nowego KC, w listopadzie 1988 został zastępcą członka Komitetu, a pełnoprawne członkostwo uzyskał w czerwcu 1989 roku).
Po śmierci Kim Dzong Ila w grudniu 2011 roku, Ri Yong Mu znalazł się na bardzo wysokim, 13. miejscu w 233-osobowym Komitecie Żałobnym. Według zachodnich specjalistów, miejsca na listach tego typu określały rangę polityka w hierarchii aparatu władzy.

## Odznaczenia
Kawaler Orderu Kim Ir Sena (kwiecień 1992) oraz Orderu Kim Dzong Ila (luty 2012). Ponadto laureat tytułu „Bohater Robotniczy” (luty 1998).